# Bons-en-Chablais
Bons-en-Chablais település Franciaországban, Haute-Savoie megyében. Lakosainak száma 6120 fő (2022. január 1.). Bons-en-Chablais Ballaison, Boëge, Brenthonne, Fessy, Loisin, Lully, Machilly, Saint-Cergues, Saxel és Sciez községekkel határos.

## Népesség
A település népességének változása:
| Lakosok száma | 5235 | 5456 | 5671 | 5631 | 5700 | 5739 | 5806 | 5907 | 6120 |
|               | 2013 | 2015 | 2016 | 2017 | 2018 | 2019 | 2020 | 2021 | 2022 |